# Goniaeolididae
Goniaeolididae zijn een familie van weekdieren uit de klasse van de Gastropoda (slakken).

## Geslacht
- Goniaeolis M. Sars, 1861